# Irmeli Jung
Pour les articles homonymes, voir Jung.
Irmeli Jung est une photographe portraitiste finlandaise, née le 29 mai 1947 à Tampere en Finlande.

## Biographie
Irmeli Jung naît en 1947 à Tampere, une cité industrielle du sud de la Finlande de père inconnu. Sa mère Irja Jung est infirmière dans un hôpital psychiatrique. Placée à l’âge de treize mois dans une famille d’accueil adventiste, elle grandit au milieu d’autre enfants naturels. 
À l’âge de treize ans, elle emménage enfin avec sa mère. Elle découvre la photographie au photo-club de son école, réalise des « portraits » d’insectes et de fleurs, et apprend à développer les films et à réaliser ses tirages.
En 1965, elle s’installe à Hanovre, en Allemagne. Elle loge dans un foyer de l’Armée du Salut. Pour vivre, elle effectue des livraisons pour un laboratoire photographique. Elle s’inscrit dans une école professionnelle, et effectue son apprentissage auprès de Kurt Julius (de) , le photographe du théâtre et de l’opéra de Hanovre. Au bout de trois ans, elle obtient son diplôme de photographe de la Chambre des métiers de Hanovre avec un premier prix de portraitiste, et trouve un emploi dans une agence de publicité.
En janvier 1968, alors qu’elle séjourne à Paris, une amie l’invite à assister à un récital de Juliette Gréco. Elle est subjuguée par l’artiste et achète tous ses disques. L’année suivante à l’issue d’une répétition, Gréco ayant découvert son travail, l’accrédite pour son nouveau récital. Irmeli décide alors de quitter Hanovre et de s’installer à Paris avec comme objectif de réaliser un livre sur Gréco dont elle devient la photographe attitrée.
Elle fait la connaissance de Michel Célie, le directeur des Disques Déesse dans un restaurant de Montmartre. Il lui présente Raoul de Godewarsvelde qui lui commande sa première photographie pour une pochette de disques. C’est le début d’une longue collaboration avec des artistes comme, Georges Moustaki,Mouloudji, Maurice Dulac, Barbara, Jacques Brel pour lesquels elle va réaliser de nombreuses pochettes de disques. 
En octobre 1984, elle apprend que le Monde des livres a décidé de publier des photos, et vient présenter son portfolio. Depuis Irmeli Jung a photographié des dizaines d’auteurs et elle travaille régulièrement pour de nombreuses publications et maisons d’édition.
En 1994, elle est invitée comme professeur pour le portrait à l’École nationale supérieure de la photographie  d’Arles.
Elle réalise le portrait officiel de la présidente de la République Finlandaise, Tarja Halonen au début de son deuxième mandat en 2006.
Après avoir vécu et travaillé à Nice, Irmeli Jung revient à Paris où elle s’est réinstallée depuis 2021 .

## Publications
- Cioran. L’élan vers le pire, Gallimard, 1989,  (ISBN 2070111466).
- Écrivains finlandais vus par Irmeli Jung ; poème de Eeva-Liisa Manner, Helsinki, Société de littérature finlandaise, 1989.  (ISBN 951-717-555-8).
- Juliette Gréco, photographies d’Irmeli Jung, textes de Régine Deforges, Imprimerie Nationale, 1990, (ASIN B0046Y252W).
- Juliette Gréco, texte de Josyane Savigneau, Actes Sud, 1998.  (ISBN 2742720596)
- Emil Cioran, Centrul Cultural Sindan Cluj, 2000.
- Irmeli Jung, amours instantanées, éditions Philippe Rey, Paris, 2016,  (ISBN 978-2-84876-561-7).

## Expositions
- Kunsthalle, Bielefeld, 1979.
- Espace Pierre Cardin, Paris, 1983.
- Les écrivains d’Irmeli Jung, Maison des écrivains, Paris, 1988[3].
- La Maison française, New York, 1988.
- Centre Georges Pompidou, Paris, 1989.
- Musée Amos Anderson, Helsinki, 1989.
- Centre culturel français, Bucarest, 2000.
- Centre Sindam, Cluj, 2000.
- Institut Finlandais, Paris, 2000.
- BICS-Banque Populaire, Paris, 2001-2002.
- Salon du Livre, Göteborg, 2002.
- Sanomatalo, Helsinki, 2002.
- Bibliothèque, Stokholm, 2003.

### Vidéogramme
- Juliette Gréco par Irmeli Jung.